# Menhir von Mollet

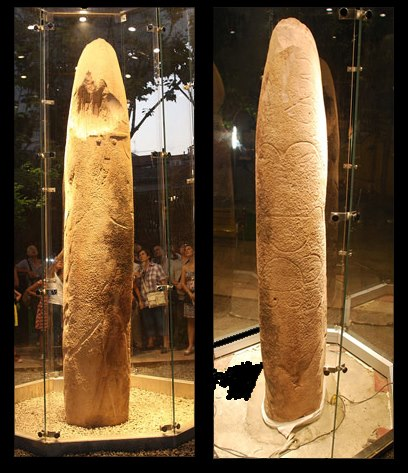
Der Menhir von Mollet

Der Menhir von Mollet (oder Estàtua-menhir del Pla de les Pruneres) ist ein Statuenmenhir. Er wurde 2009 beim Parkhausbau in einer Tiefe von etwa 8,0 Metern in Pla de les Pruneres bei Mollet del Vallès, in der Comarca Vallès Oriental nördlich von Barcelona in Katalonien in Spanien, entdeckt. 
Der oben etwas spitz auslaufende Menhir de Mollet ist 4,9 m hoch und damit der größte Statuenmenhir überhaupt. Er ist 0,68 m breit und hat ein Gewicht von etwa 6,2 Tonnen. Er ist aus Arkose, einem Sedimentgestein, das nicht in unmittelbarer Nähe ansteht und vermutlich aus dem Küstenbereich stammt. Eine Seite zeigt ein für die Gattung typisches menschliches Gesicht im Relief, während in die gegenüberliegende Seite abstrakte Bogenmotive eingraviert sind. Statuenmenhire entstanden in der Jungsteinzeit, zwischen 3300 und 2200 v. Chr. In der Region befinden sich die Statuenmenhire von Ca l’Estrada und die fünf Statuenmenhire von Reguers de Seró. 